# آبرام پتروویچ گانیبال
آبرام پتروویچ  گانیبال، همچنین هانیبال یا گانیبال، یا آبرام هانیبال یا آبرام پتروف (روسی: Абра́м Петро́вич Ганниба́л ; ج ۱۶۹۶ – ۱۴ مه 1781)، مهندس نظامی، سرلشکر و نجیب‌زاده روسی با الاصل آفریقایی بود. گانیبال که در کودکی توسط عثمانی‌ها ربوده و به بردگی گرفته شد، به روسیه مبادله شد و به عنوان هدیه به پتر کبیر اهدا شد، جایی که آزاد شد، به فرزندی پذیرفته شد و در خانواده دربار امپراتور به عنوان پسرخوانده‌اش بزرگ شد.
گانیبال سرانجام در زمان سلطنت دختر پیتر الیزابت به عضویت برجسته دربار امپراتوری تبدیل شد. او ۱۱ فرزند داشت که بیشتر آنها اعضای اشراف روسیه شدند. او پدربزرگ نویسنده و شاعر الکساندر پوشکین بود.

## یادداشت
1. ↑  The Russian middle name or patronym is based on the father's first name; in this case it is based on the godfather's, Peter the Great.